# Ophrys × fernandii
Ophrys × fernandii är en orkidéart som beskrevs av Robert Allen Rolfe. Ophrys × fernandii ingår i ofryssläktet, och familjen orkidéer. Inga underarter finns listade i Catalogue of Life.